# 1903 코파 델 레이 결승전
1903 코파 델 레이 결승전(스페인어: La Final de la Copa del Rey de 1903)은 스페인의 축구 컵대회인 코파 델 레이의 첫 결승전이다. 이 경기는 1903년 4월 8일에 마드리드 이포드로모에서 진행되었다. 이 경기는 아틀레틱 빌바오와 레알 마드리드 간의 경기였다.
아틀레틱 빌바오는 마드리드 축구단을 3-2로 이기고 첫 우승을 기록했다. 아틀레틱 빌바오는 2년 연속으로 우승 트로피를 차지했지만, 스페인 왕립 축구 협회는 지난해에 열렀던 대회를 공식 대회로 치지 않았다.
이 경기는 훗날 아틀레티코 마드리드로 알려지게 될 구단이 몇 주 뒤에 창단할 기폭제가 되었는데, 마드리드에 거주하는 바스크인 관중들이 경기를 보러 갔다가 아틀레틱 빌바오의 극적인 역전승으로 인상을 받아 마드리드에 지부를 만들 계획을 추진했기 때문이었다.

## 상세 경기 정보
| 아틀레틱 빌바오                                                       | 3-2 | 마드리드 축구단                                |
| --------------------------------------------------------------------- | --- | ---------------------------------------------- |
| 아르망 카제오 55′ · 에두아르도 몬테호 70′ · 알레한드로 데 라 소타 80′ |     | 마르케스 데 발데테라소 15′ · 산체스 네이라 40′ |

| 아틀레틱 빌바오:         |  |
|                          |  |
| 알레한드로 아차          |  |
| 루이스 실바              |  |
| 아마도 아라나            |  |
| 엔리케 고이리            |  |
| 조지 코크럼              |  |
| 마누엘 안솔레아가        |  |
| 알레한드로 데 라 소타    |  |
| 에두아르도 몬테호        |  |
| 후안 아스토르키아 (주장) |  |
| 아르망 카제오            |  |
| 월터 에번스              |  |

| 마드리드 축구단:         |  |
|                          |  |
| 아서 존슨                |  |
| 라파엘 몰레라            |  |
| 마리오 히랄트            |  |
| 아르만도 히랄트          |  |
| 호세 히랄트              |  |
| 앙리 노르망              |  |
| 페드로 파라헤스          |  |
| 마르케스 데 발데테라소   |  |
| 산체스 네이라            |  |
| 페데리코 레부엘토 (주장) |  |
| 마누엘 바야리노          |  |

## 같이 보기
- 구 고전 더비